# Chemin Crémont
Pour les articles homonymes, voir Chemin des Anglais et Crémont.
 (décembre 2023).
Si vous disposez d'ouvrages ou d'articles de référence ou si vous connaissez des sites web de qualité traitant du thème abordé ici, merci de compléter l'article en donnant les références utiles à sa vérifiabilité et en les liant à la section « Notes et références ».
Le chemin Crémont, ou chemin des Anglais, est un sentier de randonnée de l'île de La Réunion, département d'outre-mer français du sud-ouest de l'océan Indien. 

## Tracé
Tracé en 1730, Il relie le centre-ville de la commune de La Possession à Saint-Bernard, un lieu-dit du quartier de La Montagne, à Saint-Denis. Selon l'office de l'eau de la Réunion il s'agit de la plus vieille route du pays.
Grossièrement pavé de basalte depuis 1775, il longe le bord de la falaise formant la côte nord-ouest de l'île, et au pied de laquelle a été construite la route du Littoral. Il traverse plusieurs ravines, notamment celle de la grande Chaloupe au niveau de l'îlet de La Grande Chaloupe, qui en constitue une étape intermédiaire.

## Histoire
Avant 1730, la liaison de Saint-Denis à Saint-Paul était par voie maritime. Une convention fut signée le 16  juin  1730 entre le gouverneur Pierre-Benoît Dumas, Pierre Boisson et Abraham Muron. Les deux derniers livreront le chemin en 1735, aidés de 60 esclaves.
Très connu des adeptes de la randonnée pédestre à La Réunion, il doit son nom à Honoré de Crémont, ordonnateur de La Réunion dans la seconde moitié du XVIIIe siècle, qui en ordonna la réfection en 1775. Il fut emprunté par les Britanniques lorsqu'ils prirent l'île en juillet  1810, durant les guerres napoléoniennes : attendus devant Saint-Denis, ceux-ci débarquèrent à La Grande Chaloupe et empruntèrent le chemin pour prendre la ville à revers : c'est là l'origine de son deuxième nom.
Le chemin a été inscrit monument historique par arrêté le 14 mars 2014.